# Synallaxis albilora
A Synallaxis albilora a madarak (Aves) osztályának verébalakúak (Passeriformes) rendjébe és a fazekasmadár-félék (Tyrannidae) családjába tartozó faj.

## Rendszerezése
A fajt August von Pelzeln osztrák ornitológus írta le 1856-ban.

## Alfajai
- Synallaxis albilora albilora Pelzeln, 1856
- Synallaxis albilora simoni Hellmayr, 1907[2]

## Előfordulása
Dél-Amerikában, Bolívia, Brazília és Paraguay területén honos. Természetes élőhelyei a szubtrópusi vagy trópusi síkvidéki esőerdők és cserjések, valamint folyók és patakok környéke. Állandó, nem vonuló faj.

## Megjelenése
Testhossza 16 centiméter, testtömege 13-17 gramm.

## Életmódja
Ízeltlábúakkal táplálkozik.

## Természetvédelmi helyzete
Elterjedési területe nagyon nagy, egyedszáma pedig stabil. A Természetvédelmi Világszövetség Vörös listáján nem fenyegetett fajként szerepel.